# 가와베 미호
가와베 미호(일본어: 河邉 美穂, 1974년 7월 2일~)는 일본의 전직 아티스틱스위밍 선수이다. 1996년 하계 올림픽에 출전하여 단체전 동메달을 획득했다.

## 경력
5살 때 수영을 시작했고 중학생 때 전국싱크로나이즈스위밍대회에서 자신의 쌍둥이 동생 가와베 미카(일본어: 河邉 美佳)와 함께 듀엣 부문에 출전했다. 이후 슈쿠토쿠 대학 단기대학부를 졸업했다.
1996년 하계 올림픽에서 9번째 후보 선수였으나 싱크로나이즈 단체전 결승전에 참가했고 결승전에서 대표팀이 3등을 차지하며 동메달을 획득했다. 2000년 하계 올림픽 출전자에 지원했으나 출전 명단에 들지 못한 그녀는 미국에서 유학생활을 하던 동료 선수에게 태양의 서커스에 관한 정보를 듣고 2000년 3월 미카와 함께 태양의 서커스 오디션에 도전했다. 오디션을 통과한 후 10달 동안 태양의 서커스 훈련 캠프에서 교육을 받는 동안 일본의 코미디쇼 〈미즈노도케시(일본어: 水の道化師)〉에 출연했다.
2001년 훈련 캠프를 수료해 태양의 서커스 단원이 되었고 같이 단원이 된 오쿠노 후미코와 함께 수중공연 "오(영어: O)"를 공연했다.

## 개인사
쌍둥이 동생 가와베 미카 또한 아티스틱스위밍 선수로 활동했으며 1999년 수영 월드컵 단체전에서 은메달을 획득했다. 2000년 미호와 함께 태양의 서커스 오디션에 도전했으나 미호와 달리 오디션을 통과하지 못했고 2001년 오디션에 재도전했으나 부상으로 하차했다. 이후 2007년 오디션에 다시 지원했고 오디션을 통과해 태양의 서커스 단원이 되었다.
2009년 9월 첫째 아들이 태어났다.